# Joan Tarrés
Joan Tarrés   (nacido el 8 de mayo de 1996) es un jugador de hockey sobre hierba español.

## Carrera internacional
Es medalla de plata en el Campeonato Europeo de Hockey sobre Hierba Masculino de 2019 disputado en Bélgica.